# Aymeri IV de Narbonne
Pour les articles homonymes, voir Aymeri de Narbonne (homonymie).
Aymeri IV de Narbonne (vers 1245 - octobre 1298) est le vicomte de Narbonne de 1270 à 1298, issu de la famille castillane de Lara. Aymeri IV de Narbonne est le fils aîné du vicomte de Narbonne Amalric Ier et de Philippa d'Anduze.

## Mariage et descendance
Aymeri IV de Narbonne se marie avec Sibylle de Foix, fille du comte de Foix Roger IV, union donnant naissance à:
- Amalric II de Narbonne, son successeur à la vicomté de Narbonne,
- Pierre, seigneur de Verneuil,
- Brunisende, mariée à Lope Diaz de Rada,
- Marguerite, mariée à Pierre de Castille, troisième fils d'Alphonse X.